# Мерцкирхен
Мерцкирхен (њем. Merzkirchen) општина је у њемачкој савезној држави Рајна-Палатинат. Једно је од 103 општинска средишта округа Трир-Сарбург. Према процјени из 2010. у општини је живјело 698 становника. Посједује регионалну шифру (AGS) 7235154.

## Географски и демографски подаци
Мерцкирхен се налази у савезној држави Рајна-Палатинат у округу Трир-Сарбург. Општина се налази на надморској висини од 395 метара. Површина општине износи 18,5 km². У самом мјесту је, према процјени из 2010. године, живјело 698 становника. Просјечна густина становништва износи 38 становника/km².

## Међународна сарадња
| Мјесто | Држава    | Врста сарадње | Од    |
| ------ | --------- | ------------- | ----- |
|        | Француска | партнерство   | 1978. |
|        | Француска | партнерство   | 1974. |
| Извор  |           |               |       |